# Chiesa di San Giovanni Battista (Remanzacco)
La chiesa di San Giovanni Battista è la parrocchiale di Remanzacco, in provincia e arcidiocesi di Udine; fa parte della forania del Friuli Orientale.

## Storia
Una chiesa a Remanzacco viene citata per la prima volta nella bolla di papa Celestino III del 24 novembre 1192, in cui vengono riconosciuti i diritti del capitolo di Cividale  sulle chiese esistenti da almeno quarant'anni.
La chiesa venne completamente ricostruita nel 1535, come ricorda la lapide posta sopra il portale e venne dedicata a san Giovanni Battista; in precedenza la chiesa era dedicata a santo Stefano protomartire. La chiesa fu nuovamente riedificata nel 1789. Fu danneggiata dal terremoto del Friuli del 1976 e in seguito restaurata e consolidata nel corso degli anni novanta del XX secolo.

## Descrizione

### Esterno
La facciata, non intonacata, è composta da conci grigi squadrati, con il portale e l'architrave in pietra, sovrastato dalla targa dedicatoria, e terminante con il timpano triangolare.